# هدی‌ماگاش
هِدی‌ماگاش (به مجاری:  Hegymagas) یک شهرداری در مجارستان است که در ناحیه تاپولتسا واقع شده‌است. هدی‌ماگاش ۷٫۸۹ کیلومتر مربع مساحت و ۲۴۵ نفر جمعیت دارد.